# Andrei Nikolajewitsch Pali

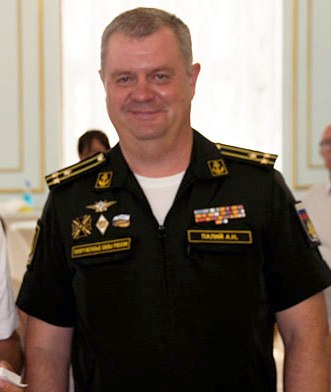
Andrei Nikolajewitsch Pali, 2020

Andrei Nikolajewitsch Pali (russisch Андре́й Никола́евич Па́лий; * 13. Februar 1971 in Kiew; † 19. März 2022 bei Mariupol) war ein Offizier der russischen Marine. Zum Zeitpunkt seines Todes bekleidete er einen stellvertretenden Kommandeursposten innerhalb der Schwarzmeerflotte.

## Leben
Pali entstammte einer Offiziersfamilie. Er schloss 1992 die Höhere Politische Marineschule in Kiew im Fach Sozialpsychologie ab. Diese Institution diente der Ausbildung von Politkommissaren. Hiernach begann er seine militärische Aufgabe zunächst als stellvertretender Kompanieführer in der ukrainischen Nationalgarde. 1993 lehnte er es ab den Diensteid der Ukrainischen Streitkräfte abzulegen und ging nach Russland. Er diente dort zunächst in der Nordflotte. Palin nahm an den Tschetschenienkriegen teil und war zeitweise Stadtkommandant von Grosny. Während des Kaukasuskrieges 2008 war er an der Blockade der Häfen Georgiens beteiligt. Während der Annexion der Krim 2014 verhandelte er mit der ukrainischen Marineführung auf der Krim das Überlaufen der Flotte.
2014 wurde Pali zum stellvertretenden Leiter der „Höheren Marineschule Admiral Nachimow“ im russisch besetzten Sewastopol ernannt. 2019 wurde er bei der Baltischen Flotte stellvertretender Kommandeur für politische Arbeit und wechselte 2020 in gleicher Funktion zur Schwarzmeerflotte. Später im selben Jahr wurde er zusätzlich zum stellvertretenden Kommandeur der russischen Streitkräfte in Syrien ernannt.
Pali nahm 2022 am Überfall auf die Ukraine teil und fiel bei der Belagerung von Mariupol. Zwar bestätigte die russische Regierung seinen Tod nicht, aber der Gouverneur von Sewastopol und eine Sewastopol vertretende Abgeordnete in der Duma teilten seinen Tod mit. Er  bekleidete zuletzt den Rang eines Kapitäns 1. Klasse und war für die Beförderung zum Konteradmiral vorgesehen.